# 33157 Pertile
33157 Pertile è un asteroide della fascia principale. Scoperto nel 1998, presenta un'orbita caratterizzata da un semiasse maggiore pari a 2,6640298 UA e da un'eccentricità di 0,1732704, inclinata di 13,10406° rispetto all'eclittica.